# Weltmeisterschaften im Modernen Fünfkampf 2023
Die Weltmeisterschaften im Modernen Fünfkampf 2023 fanden bei den Herren und den Damen vom 21. bis 28. August 2023 in der britischen Stadt Bath statt.
Die jeweiligen drei Bestplatzierten der Einzelwettkämpfe qualifizierten sich für die Olympischen Sommerspiele 2024 in Paris.

## Herren

### Einzel
| Platz | Land           | Sportler           |
| ----- | -------------- | ------------------ |
| 1     | Großbritannien | Joseph Choong      |
| 2     | Mexiko         | Emiliano Hernández |
| 3     | Ägypten        | Mohanad Shaban     |

### Mannschaft
| Platz | Land           | Sportler                                       |
| ----- | -------------- | ---------------------------------------------- |
| 1     | Ägypten        | Ahmed El-Gendy Mohamed El-Gendy Mohanad Shaban |
| 2     | Großbritannien | Charles Brown Joseph Choong Myles Pillage      |
| 3     | Südkorea       | Jun Woong-tae Jung Jin-hwa Lee Ji-hun          |

### Staffel
| Platz | Land     | Sportler                   |
| ----- | -------- | -------------------------- |
| 1     | Ägypten  | Moutaz Mohamed Ahmed Hamed |
| 2     | Ungarn   | Gergely Regős Balázs Szép  |
| 3     | Südkorea | Seo Chang-wan Lee Ji-hun   |

## Mixed
| Platz | Land       | Sportler                          |
| ----- | ---------- | --------------------------------- |
| 1     | Ägypten    | Salma Abdelmaksoud Mohanad Shaban |
| 2     | Südkorea   | Jun Woong-tae Kim Sun-woo         |
| 3     | Tschechien | Marek Grycz Lucie Hlaváčková      |

## Damen

### Einzel
| Platz | Land           | Sportlerin     |
| ----- | -------------- | -------------- |
| 1     | Italien        | Elena Micheli  |
| 2     | Italien        | Alice Sotero   |
| 3     | Großbritannien | Kerenza Bryson |

### Mannschaft
| Platz | Land           | Sportlerinnen                                |
| ----- | -------------- | -------------------------------------------- |
| 1     | Italien        | Alessandra Frezza Elena Micheli Alice Sotero |
| 2     | Großbritannien | Kerenza Bryson Olivia Green Jessica Varley   |
| 3     | Ungarn         | Luca Barta Blanka Bauer Michelle Gulyás      |

### Staffel
| Platz | Land    | Sportlerinnen                    |
| ----- | ------- | -------------------------------- |
| 1     | Ägypten | Malak Ismail Amira Kandil        |
| 2     | Italien | Beatrice Mercuri Aurora Tognetti |
| 3     | Mexiko  | Mariana Arceo Mayan Oliver       |

## Medaillenspiegel
| Platz  | Land           | Gold | Silber | Bronze | Gesamt |
| ------ | -------------- | ---- | ------ | ------ | ------ |
| 01     | Ägypten        | 4    | —      | 1      | 5      |
| 02     | Italien        | 2    | 2      | —      | 4      |
| 03     | Großbritannien | 1    | 2      | 1      | 4      |
| 04     | Südkorea       | —    | 1      | 2      | 3      |
| 05     | Ungarn         | —    | 1      | 1      | 2      |
| 05     | Mexiko         | —    | 1      | 1      | 2      |
| 07     | Tschechien     | —    | —      | 1      | 1      |
| Gesamt | Gesamt         | 7    | 7      | 7      | 21     |